# Oxydates
Oxydates († Kr.e. 328 után) perzsa nemes volt, aki Nagy Sándor ázsiai hadjárata idején Kr. e. 330 és 328 között Média kormányzója volt.

## Története
Oxydates perzsa származású előkelő volt, aki III. Dárajavaus perzsa királytól származott, Szúzában bebörtönözték, egy fel nem tárt bűncselekmény miatt ki akarták végezni. Kr.e. 331-ben Nagy Sándor Dáriust legyőzte a gaugamelai csatában, aki kiszabadította Oxydatest a börtönéből és a bevette kíséretébe Kr.e. 330-ban Rhagaiban. Oxydatest Nagy Sándor kinevezte Média satraphájává, Atropatész helyére. De e hivatalából Kr.e. 328 év végén elbocsátották, valószínűleg azért, mert elveszítette Nagy Sándor bizalmát. Hivatalába helyette elődjét, Atropatészt választották meg. Oxidates ezután már nem szerepelt a források között, további sorsa ismeretlen.